# Rhoenanthus speciosus
Rhoenanthus speciosus is een haft uit de familie Potamanthidae. De wetenschappelijke naam van de soort is voor het eerst geldig gepubliceerd in 1881 door Eaton.
De soort komt voor in het Oriëntaals gebied.